# Marcel Chládek
Marcel Chládek, né le 9 avril 1968 à Rakovník, est un homme politique tchèque membre du Parti social-démocrate tchèque (ČSSD). Il est ministre de l'Éducation du 29 janvier 2014 au 17 juin 2015.

## Biographie

### Parcours politique
Il adhère au ČSSD en 2004 et est élu en 2006 au conseil municipal de Rakovník. En octobre 2008, il se fait élire au conseil régional de Bohême centrale. Le gouverneur David Rath le nomme alors vice-gouverneur, chargé du Développement régional.
Candidat aux sénatoriales qui se tiennent en novembre suivant, il remporte un siège au Sénat tchèque avec 66,56 % des voix au second tour. Il devient ensuite vice-président du groupe social-démocrate, le plus important de la haute assemblée.
Du 29 janvier 2014 au 5 juin 2015, il est ministre tchèque de l'Éducation, de la Jeunesse et des Sports.